# Хофстеде, Герт
Герт (Герард Хендрик) Хофстеде (нидерл. Geert (Gerard Hendrik) Hofstede; 3 октября 1928, Харлем, Нидерланды — 12 февраля 2020) — нидерландский социолог, предложивший совокупность показателей, определяющих культурные характеристики различных народов на основе исследований, проведённых в 1960-е—70-е годы.
Герт Хофстеде имел степень магистра по технологии машиностроения и доктора философии по социальной психологии. Его профессиональная биография связана как с промышленностью, так и с академической сферой. Он ушёл на пенсию в 1993 году с должности профессора по организационной антропологии и международному менеджменту в Университете Маастрихта, Нидерланды. После опубликования книги «Последствия культуры» он считается основателем сравнительных межкультурных исследований; его идеи популярны во всём мире.
Уолл Стрит Джорнал в мае 2008 года включил Геерта Хофстеде в двадцатку наиболее влиятельных интеллектуалов в сфере бизнеса. Хофстеде читал лекции в Гонконге, на Гавайях, в Австралии и Новой Зеландии. Он являлся почётным доктором семи европейских университетов, членом Академии менеджмента и Академии международного бизнеса в США, почётным членом Международной ассоциации кросс-культурной психологии.

## Работы
В 1965 году Хофстеде основал научно-исследовательский отдел IBM (который он возглавлял до 1971 года). В период с 1967 по 1973 года, он провел большое исследование особенностей национальных ценностей и различий между странами по всему миру. Он сравнил ответы на один и тот же опрос 117 тысяч сотрудников IBM из разных стран. Вначале он сосредоточил свои исследования на 40 крупнейших странах, а затем расширил список до 50 стран и 3 регионов (в то время, вероятно, это была международная база данных с самой большой выборкой). Ответы оценивались по пятибалльной шкале, затем вычислялась средняя оценка. На основе средней величины по каждому показателю вычислялся свой индекс: из средней величины вычиталось число 3, полученный результат умножался на 25 и к нему добавлялось число 50, то есть ответы переводились из пятибалльной шкалы в стобалльную. Данные по СССР были вычислены не по стандартному методу, а на основе косвенных измерений. Позже список стран был расширен до 70. Типология культурных измерений Хофстеде была одной из первых количественных теорий, которые могут быть использованы для объяснения наблюдаемых различий между культурами.
Этот первоначальный анализ выявил систематические различия в культурах разных национальностей, которые были классифицированы по четырём основным параметрам: дистанция от власти (PDI), индивидуализм (IDV), избегание неопределенности (UAI) и ориентация (MAS), которые описаны ниже. Как Хофстеде объясняет на своем академическом сайте, эти измерения рассматривают «четыре антропологические проблемные области, с которыми различные общества работают по-разному: способы борьбы с неравенством, способы справиться с неопределённостью, отношения индивида с её или его основной группой, и эмоциональные последствия у родившихся девочкой или мальчиком».
Исследования были опубликованы в двух работах Хофстеде — «Последствия культуры» (1980) и «Измерения национальных культур в пятидесяти странах и трёх регионах» (1983). В 1984 году он опубликовал книгу «Значение культуры», которая сочетает в себе статистический анализ из обзорного исследования с его личным опытом.
Для того, чтобы подтвердить предварительные результаты исследования IBM и распространить их на различные популяции, в период с 1990 по 2002 годы было успешно проведено шесть последующих кросс-национальных исследований. Они охватывали от 14 до 28 стран, среди опрашиваемых были пилоты коммерческих авиалиний, студенты, руководители государственных служб, потребители «рынка» и представители «элиты». Объединённые исследования установили оценочные значения по четырём измерениям в общей сложности в 76 странах и регионах.
В 1991 году Майкл Харрис Бонд (англ. Michael Harris Bond) и его коллеги провели исследование среди студентов в 23 странах, используя инструмент, разработанный вместе с китайскими работниками и менеджерами. Результаты этого исследования показали Хофстеде, что необходимо добавить новое пятое измерение к модели: долгосрочная ориентация (LTO), первоначально названная «конфуцианский динамизм». В 2010 году в обследование были включены 93 страны — благодаря тому, что Майкл Минков (англ. Michael Minkov) использовал методику Хофстеде в рамках World Values Survey. В ходе исследований были уточнены некоторые из первоначальных значений и проведено различие между данными по странам и индивидуальными данными. Это исследование также помогло Хофстеде идентифицировать шестое последнее измерение — допущение.
Типология культурных измерений, разработанная Гертом Хофстеде, является основой для кросс-культурной коммуникации. Используя информацию, полученную из факторного анализа, она описывает влияние культуры общества на индивидуальные ценности своих членов, и как эти ценности влияют на их поведение. Типология основана на идее о том, что ценность может быть распределена по шести измерениям культуры. К этим измерениям относятся : дистанцированность от власти, обособленность, мужественность, избегание неопределенности, стратегическое мышление и допущение (или индульгенция).
Хофстеде подчеркивал, что измерения культур являются лишь основой, помогающей оценить конкретную культуру для облегчения принятия решений. Существуют и другие факторы, подлежащие рассмотрению, например личные качества, семейная история и личное благосостояние. Предложенные измерения не могут предсказать поведения отдельных индивидов.
Теория Хофстеде используется в различных областях в качестве парадигмы для исследований, особенно в кросс-культурной психологии, международном менеджменте и кросс-культурной коммуникации. Эту типологию можно считать наиболее известной и популярной, что объясняется удачно найденным набором универсальных параметров, подходящих для анализа культур организаций, независимо от того, в какой стране они находятся, в каком более широком культурном контексте действуют.
Оценка производилась по шести параметрам.
1. Дистанцированность от власти — восприятие власти, степень, с которой наделённые относительно меньшей властью члены общества, института или организации ожидают и допускают неравномерность распределения власти; для культур с большой дистанцированностью от власти (арабские страны, Латинская Америка, Юго-Восточная Азия, Россия) характерно восприятие власти как наиболее важной части жизни, преклонение перед начальством; для культур с малой дистанцированностью от власти (Австрия, Дания, США, Германия) характерно построение отношений на основе равенства, уважения к личности.
2. Обособленность (индивидуализм) — как противоположность сплочённости (коллективизму) — тяготение к личностным целям, осознание себя как «я», защита частных интересов, связи между отдельными личностями, не обремененными сильными обязательствами действовать совместно (США); для коллективистской культуры (Латинская Америка) присущи групповые цели, осознание себя как «мы», поддержание отношений, норм.
3. Напористость — нацеленность на достижение результата любой ценой; страны с большим значением этого показателя относят к «мужскому типу» (Япония, Италия, Австрия, Мексика, Филиппины), для них характерны такие качества как соперничество, уверенность в себе, целеустремлённость, приверженность материальным ценностям; страны с низким значением (Дания, Норвегия, Швеция) — к «женскому типу», для них характерны почитание взаимоотношений, культурных ценностей, забота о качестве жизни.
4. Избегание неопределённости (неприятие неопределённости) — степень восприятия и реагирования на незнакомые ситуации; для стран с большим значением показателя избегания неопределённости типично недопущение неопределённых, неясных ситуаций, стремление к установлению чётких правил поведения, доверие традициям и устоям, склонность к внутригрупповому согласию, нетерпимость по отношению к людям с иной жизненной позицией, образом мышления; для стран с низким показателем избегания неопределённости характерно проявление личной инициативы, приемлемость риска, спокойное принятие разногласий, иных точек зрения.
5. Стратегическое мышление (краткосрочная или долгосрочная ориентация на будущее) — ориентированность на решение стратегических, долгосрочных целей, желание заглядывать в будущее; опрос по данному показателю проводился в 1980-е годы в сотрудничестве с Майклом Бондом среди студентов из 23 стран; для культур с большими значениями этого параметра (Юго-Восточная Азия) характерны расчётливость, упорство в достижении целей, стойкость, для культур с малым значением (Европа) — приверженность традициям, выполнение социальных обязательств.
6. Допущение (или индульгенция) по сути является мерой счастья; степень удовлетворения простых радостей жизни; общества с высокими показателями допущения определяются как "позволяющие относительно свободное удовлетворение основных и естественных человеческих желаний, связанных с наслаждением жизнью и получением удовольствий. Низкие показатели по данному параметру характеризуют «общества, которые контролируют удовлетворение потребностей и регулируют его с помощью строгих социальных норм»; «допускающие» общества осознают собственный контроль над своей жизнью и эмоциями; «сдержанные» общества полагают, что на их жизнь и эмоции оказывают влияние другие факторы.

## Публикации
- Geert Hofstede, Culture’s Consequences (1980)
- Geert Hofstede, Gert Jan Hofstede, Allemaal andersdenkenden: omgaan met cultuurverschillen (1983)